# إم إم!
إم إم! (باليابانية: えむえむっ!، بالروماجي: Emu Emu!) (بالإنجليزية: MM!)‏ هي سلسلة رواية خفيفة من تأليف أكيناري ماتسونو، ورسم مجموعة QP:flapper المكونة من توميتا أوهارا وكوهارو ساكورا. نشرت من قبل ميديا فاكتوري منذ 23 فبراير عام 2007 حتى 24 سبتمبر عام 2010، وتكونت من 12 مجلدًا. اقتبست إلى سلسلة مانغا من تأليف إيسي هيوجو، نشرت من قبل ميديا فاكتوري في مجلة كومك ألايف الشهرية، منذ سبتمبر عام 2008 حتى فبراير عام 2012، وتكونت من 7 مجلدات. أنتجت إلى مسلسل أنمي تلفزيوني من قبل استوديو زيبيك، عرض الأنمي في 2 أكتوبر عام 2010 واستمر عرضه حتى 18 ديسمبر عام 2010، وتكون من 12 حلقة.

## القصة
تدور أحداث القصة عن تارو سادو هو فتى في
المدرسة الثانوية، يعاني من مرض نفسي منذ المدرسة المتوسط، هو عندما تقوم أي فتاة بضربة يصبح منحرفا، ويهاجم أي فتاة جميلة، تحاول فتاة اسمها ميو من نادي التطوع، أن تعلاج تارو مرضه.

## الشخصيات
تارو سادو (باليابانية: 砂戸 太郎، بالروماجي: Sado Tarō)
مؤدي الصوت: جون فوكوياما
ميو إيسوروغي (باليابانية: 石動 美緒، بالروماجي: Isurugi Mio)
مؤدية الصوت: أيانا تاكيتاتسو
أراشيكو يونو (باليابانية: 結野 嵐子، بالروماجي: Yūno Arashiko)
مؤدية الصوت: ساوري هايامي
تاتسوكيتشي هياما (باليابانية: 葉山 辰吉، بالروماجي: Hayama Tatsukichi)
مؤدية الصوت: رينا ساتو
يومي ماميا (باليابانية: 間宮 由美، بالروماجي: Mamiya Yumi)
مؤدية الصوت: يوكو جيبو
ميتشيرو أونيغاوارا (باليابانية: 鬼瓦 みちる، بالروماجي: Onigawara Michiru)
مؤدية الصوت: ريه تاناكا
نوا هيراغي (باليابانية: 柊 ノア، بالروماجي: Hiiragi Noa)
مؤدية الصوت: سايوري ياهاغي
يوكينوجو هيمورا (باليابانية: 日村 雪之丞، بالروماجي: Himura Yukinojō)
مؤدي الصوت: تسوباسا يوناغا
شيزوكا سادو (باليابانية: 砂戸 静香، بالروماجي: Sado Shizuka)
مؤدية الصوت: كانا أسومي
توموكو سادو (باليابانية: 砂戸 智子، بالروماجي: Sado Tomoko)
مؤدية الصوت: ساياكا أوهارا
مدير السوق دوميوجي (باليابانية: 道明寺店長، بالروماجي: Dōmyōji Tenchō)
مؤدي الصوت: توموكازو سوغيتا

## وصلات خارجية
- موقع الأنمي الرسمي باللغة اليابانية
- إم إم! على موقع Anime Network
- إم إم! على موقع ANN manga (الإنجليزية)